# Sitticus barsakelmes
Sitticus barsakelmes är en spindelart som beskrevs av Logunov, Rakov 1998. Sitticus barsakelmes ingår i släktet Sitticus och familjen hoppspindlar. Inga underarter finns listade i Catalogue of Life.